# 이민기 (2001년생 축구 선수)
이민기(2001년 1월 6일 ~ )는 대한민국의 축구 선수로, 포지션은 수비수이다. 현재 K리그2 경남 FC 소속이다.